# Formel-Renault-3.5-Saison 2014

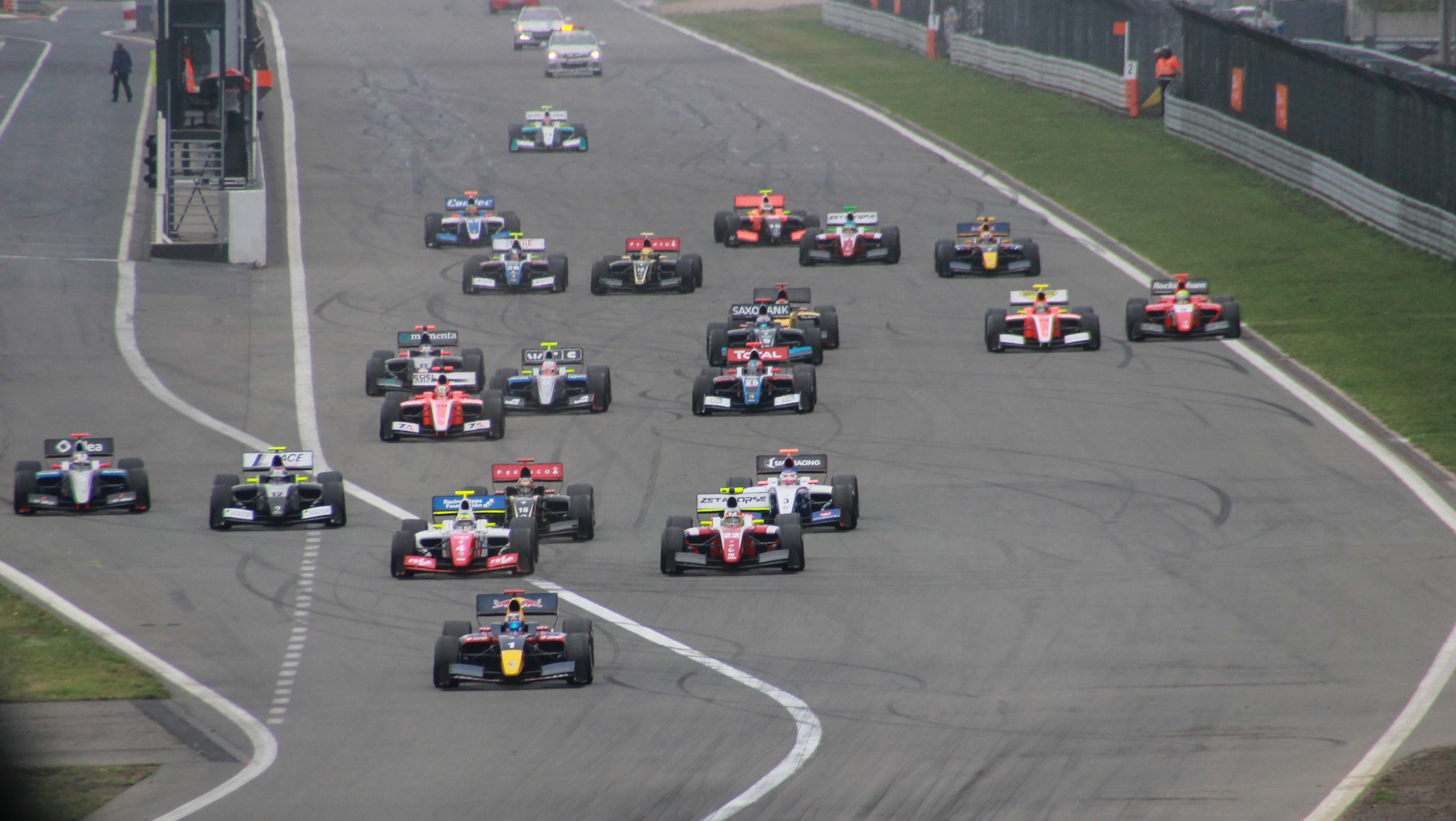
Start des ersten Rennens der Formel Renault 3.5 auf dem Nürburgring 2014

Die Formel-Renault-3.5-Saison 2014 war die 17. Saison der Hauptserie der World Series by Renault. Carlos Sainz jr. gewann den Meistertitel.

## Teams und Fahrer
Alle Teams verwendeten das Chassis Dallara T12, Motoren von Zytek sowie Reifen von Michelin.
| Team                       | Auto # | Fahrer                  | Rennwochenende |
| -------------------------- | ------ | ----------------------- | -------------- |
| DAMS                       | 01     | Carlos Sainz jr.        | 1–9            |
| DAMS                       | 02     | Norman Nato             | 1–9            |
| Fortec Motorsport          | 03     | Sergei Sirotkin         | 1–9            |
| Fortec Motorsport          | 04     | Oliver Rowland          | 1–9            |
| International Draco Racing | 05     | Pietro Fantin           | 1–9            |
| International Draco Racing | 06     | Luca Ghiotto            | 1–9            |
| Arden Motorsport           | 07     | Pierre Gasly            | 1–9            |
| Arden Motorsport           | 08     | William Buller          | 1–9            |
| Tech 1 Racing              | 09     | Marco Sørensen          | 1–9            |
| Tech 1 Racing              | 10     | Alfonso Celis jr.       | 6              |
| Tech 1 Racing              | 10     | Nicholas Latifi         | 7–9            |
| Strakka Racing             | 11     | Will Stevens            | 1–9            |
| Strakka Racing             | 12     | Matias Laine            | 1–9            |
| Lotus                      | 15     | Marlon Stöckinger       | 1–9            |
| Lotus                      | 16     | Matthieu Vaxivière      | 1–3, 6–9       |
| Lotus                      | 16     | Richie Stanaway         | 4, 5           |
| ISR                        | 17     | Jazeman Jaafar          | 1–9            |
| AVF                        | 19     | Beitske Visser          | 1–9            |
| AVF                        | 20     | Zoël Amberg             | 1–9            |
| Zeta Corse                 | 21     | Roman Mawlanow          | 1–7, 9         |
| Zeta Corse                 | 22     | Roberto Merhi           | 1–9            |
| Pons Racing                | 25     | Oliver Webb             | 1–3            |
| Pons Racing                | 25     | Óscar Tunjo             | 4–9            |
| Pons Racing                | 26     | Meindert van Buuren jr. | 1–9            |
| Comtec Racing              | 27     | Nikolai Marzenko        | 1, 2           |
| Comtec Racing              | 27     | Cameron Twynham         | 6–8            |
| Comtec Racing              | 28     | Andrea Roda             | 3              |
| Comtec Racing              | 28     | Esteban Ocon            | 7, 8           |

- Das von ISR gemeldete Fahrzeug #18 und die von Carlin gemeldeten Fahrzeuge #23 und #24 kamen nie zum Einsatz.

### Änderungen bei den Fahrern
Die folgende Auflistung enthält alle Fahrer, die an der Formel-Renault-3.5-Saison 2013 teilgenommen haben und in der Saison 2014 nicht für dasselbe Team wie 2013 starteten.
Fahrer, die ihr Team gewechselt haben:
- Zoël Amberg: Pons Racing → AVF
- William Buller: Zeta Corse → Arden Motorsport
- Pietro Fantin: Arden Caterham Motorsport → International Draco Racing
- Jazeman Jaafar: Carlin → ISR
- Nikolai Marzenko: Pons Racing → Comtec Racing
- Carlos Sainz jr.: Zeta Corse → DAMS
- Marco Sørensen: Lotus → Tech 1 Racing
- Sergei Sirotkin: ISR → Fortec Motorsport
- Oliver Webb: Fortec Motorsport → Pons Racing

Fahrer, die in die Formel Renault 3.5 einstiegen bzw. zurückkehrten:
- Meindert van Buuren jr.: Auto GP World Series (Manor MP Motorsport) → Pons Racing
- Alfonso Celis jr.: Nordeuropäische Formel Renault (Fortec Competition) → Tech 1 Racing
- Pierre Gasly: Formel Renault 2.0 Eurocup (Tech 1 Racing) → Arden Motorsport
- Luca Ghiotto: Formel Renault 2.0 Eurocup (Prema Powerteam) → International Draco Racing
- Nicholas Latifi: Europäische Formel-3-Meisterschaft (Carlin) → Tech 1 Racing
- Roman Mawlanow: Formel Renault 2.0 Eurocup (RC Formula) → Zeta Corse
- Roberto Merhi: DTM (EURONICS / THOMAS SABO Mercedes AMG) → Zeta Corse
- Esteban Ocon: Formel Renault 2.0 Eurocup (ART Junior Team) → Comtec Racing
- Andrea Roda: Auto GP World Series (Virtuosi Racing UK) → Comtec Racing
- Oliver Rowland: Formel Renault 2.0 Eurocup (Manor MP Motorsport) → Fortec Motorsport
- Richie Stanaway: FIA-Langstrecken-Weltmeisterschaft (Aston Martin Racing) → Lotus
- Óscar Tunjo: Formel Renault 2.0 Eurocup (Josef Kaufmann Racing) → Pons Racing
- Cameron Twynham: European F3 Open (Team West-Tec F3) → Comtec Racing
- Matthieu Vaxivière: Formel Renault 2.0 Eurocup (Tech 1 Racing) → Lotus
- Beitske Visser: ADAC Formel Masters (Lotus) → AVF

Fahrer, die die Formel Renault 3.5 verlassen haben:
- Riccardo Agostini: Zeta Corse → Europäische Formel-3-Meisterschaft EuroInternational
- Michail Aljoschin: Tech 1 Racing → IndyCar Series (Schmidt Peterson Motorsports)
- António Félix da Costa: Arden Caterham Motorsport → DTM (BMW-Team-MTEK)
- Kevin Magnussen: DAMS → Formel 1 (McLaren Mercedes)
- Nico Müller: International Draco Multiracing → DTM (Audi Sport Team Rosberg)
- André Negrão: International Draco Multiracing → GP2-Serie (Arden International)
- Arthur Pic: AV Formula → GP2-Serie (Campos Racing)
- Stoffel Vandoorne: Fortec Motorsport → GP2-Serie (ART Grand Prix)

Fahrer, die noch keinen Vertrag für ein Renncockpit 2014 besitzen:
| - Yann Cunha - Lucas Foresti - Carlos Huertas - Mihai Marinescu | - Nigel Melker - Daniil Mowe - Emmanuel Piget - Mathéo Tuscher | - Nick Yelloly - Christopher Zanella |

### Änderungen bei den Teams
- Caterham beendete die Kooperation mit Arden, die 2014 wieder eigenständig an den Start gehen werden.

## Rennkalender
Der Rennkalender der Saison 2014 wurde am 20. Oktober 2013 veröffentlicht. Er umfasste neun Rennwochenenden, bei denen außer in Monte Carlo je zwei Rennen stattfanden. Das Rennen in Monte Carlo fand im Rahmen des dortigen Formel-1-Grand-Prix statt. Beim Saisonauftakt in Monza trug die Formel Renault 3.5 ihr Rennwochenende alleine aus. Die restlichen sieben Veranstaltungen bilden den Kalender der World Series by Renault.
Im Vergleich zum Vorjahr kehrte die Veranstaltung aus Spielberg auf den Nürburgring zurück. Barcelona wurde durch Jerez ersetzt.
| Nr. | Datum         | Rennstrecke       | Sieger           | Zweiter            | Dritter            |
| --- | ------------- | ----------------- | ---------------- | ------------------ | ------------------ |
| 01. | 12. April     | Monza             | Will Stevens     | Roberto Merhi      | Pierre Gasly       |
| 02. | 13. April     | Monza             | Carlos Sainz jr. | Marlon Stöckinger  | Sergei Sirotkin    |
| 03. | 26. April     | Alcañiz           | Carlos Sainz jr. | Nikolai Marzenko   | Oliver Rowland     |
| 04. | 27. April     | Alcañiz           | Oliver Rowland   | Pierre Gasly       | Will Stevens       |
| 05. | 25. Mai       | Monte Carlo       | Norman Nato      | Marco Sørensen     | Jazeman Jaafar     |
| 06. | 31. Mai       | Spa-Francorchamps | Carlos Sainz jr. | Pierre Gasly       | Jazeman Jaafar     |
| 07. | 01. Juni      | Spa-Francorchamps | Carlos Sainz jr. | Will Stevens       | Oliver Rowland     |
| 08. | 28. Juni      | Wolokolamsk       | Sergei Sirotkin  | Zoël Amberg        | Pietro Fantin      |
| 09. | 29. Juni      | Wolokolamsk       | Roberto Merhi    | Pierre Gasly       | Richie Stanaway    |
| 10. | 12. Juli      | Nürburg           | Carlos Sainz jr. | Roberto Merhi      | Sergei Sirotkin    |
| 11. | 13. Juli      | Nürburg           | Roberto Merhi    | Matthieu Vaxivière | Marlon Stöckinger  |
| 12. | 13. September | Mogyoród          | Roberto Merhi    | Pierre Gasly       | Oliver Rowland     |
| 13. | 14. September | Mogyoród          | Norman Nato      | Roberto Merhi      | Pierre Gasly       |
| 14. | 27. September | Le Castellet      | Carlos Sainz jr. | Pierre Gasly       | Matthieu Vaxivière |
| 15. | 28. September | Le Castellet      | Carlos Sainz jr. | Pierre Gasly       | Oliver Rowland     |
| 16. | 18. Oktober   | Jerez             | Will Stevens     | Oliver Rowland     | Sergei Sirotkin    |
| 17. | 19. Oktober   | Jerez             | Oliver Rowland   | Nicholas Latifi    | William Buller     |

## Wertungen

### Punktesystem
Die Punkte wurden in allen Rennen nach folgendem Schema vergeben:
| Punkteverteilung | Punkteverteilung | Punkteverteilung | Punkteverteilung | Punkteverteilung | Punkteverteilung | Punkteverteilung | Punkteverteilung | Punkteverteilung | Punkteverteilung | Punkteverteilung |
| ---------------- | ---------------- | ---------------- | ---------------- | ---------------- | ---------------- | ---------------- | ---------------- | ---------------- | ---------------- | ---------------- |
| Platz            | 1                | 2                | 3                | 4                | 5                | 6                | 7                | 8                | 9                | 10               |
| Punkte           | 25               | 18               | 15               | 12               | 10               | 8                | 6                | 4                | 2                | 1                |

### Fahrerwertung
| Pos. | Fahrer        | MNZ | MNZ | ALC | ALC | MON | SPA | SPA | MOS | MOS | NÜR | NÜR | HUN | HUN | LEC | LEC | JER | JER | Punkte |
| Pos. | Fahrer        | R1  | R2  | R1  | R2  | R1  | R1  | R2  | R1  | R2  | R1  | R2  | R1  | R2  | R1  | R2  | R1  | R2  | Punkte |
| ---- | ------------- | --- | --- | --- | --- | --- | --- | --- | --- | --- | --- | --- | --- | --- | --- | --- | --- | --- | ------ |
| 01   | C. Sainz      | 18  | 1   | 1   | 4   | 4   | 1   | 1   | 14  | 6   | 1   | DNF | 4   | 6   | 1   | 1   | 9   | 11  | 229    |
| 02   | P. Gasly      | 3   | 5   | 9   | 2   | 7   | 2   | 4   | 18  | 2   | 20  | 8   | 2   | 3   | 2   | 2   | 6   | 4   | 192    |
| 03   | R. Merhi      | 2   | 9   | 6   | 6   | 9   | DNF | 13  | 4   | 1   | 2   | 1   | 1   | 2   | 5   | 4   | DNF | DNF | 183    |
| 04   | O. Rowland    | 6   | 10  | 3   | 1   | 5   | DNF | 3   | DNF | 5   | 4   | DNF | 3   | 4   | 13  | 3   | 2   | 1   | 181    |
| 05   | S. Sirotkin   | 7   | 3   | 8   | DNF | DNF | DNF | DNF | 1   | 4   | 3   | 4   | 14  | DNF | 4   | 7   | 3   | 5   | 132    |
| 06   | W. Stevens    | 1   | DNF | 12  | 3   | 8   | 7   | 2   | 6   | 9   | 11  | 7   | 6   | 10  | 12  | 8   | 1   | 13  | 122    |
| 07   | N. Nato       | 15  | 11  | 11  | 10  | 1   | 5   | 5   | 17  | 16  | 12  | 6   | 8   | 1   | 10  | DNF | 8   | 10  | 89     |
| 08   | M. Vaxivière  | 17* | 16  | 7   | 8   | DNF | INJ | INJ | INJ | INJ | 13  | 2   | 5   | 7   | 3   | 6   | 4   | 8   | 83     |
| 09   | M. Stöckinger | 14  | 2   | 4   | DNF | 11  | 9   | 11  | 7   | 11  | 5   | 3   | 15  | 14  | 6   | 13  | DNF | 9   | 73     |
| 10   | J. Jaafar     | DNF | 7   | 13  | 9   | 3   | 3   | 6   | 5   | 12  | 15  | 9   | 10  | 8   | DNF | 5   | 15  | DNF | 73     |
| 11   | Z. Amberg     | 8   | 13  | 5   | 5   | 6   | DNF | DNF | 2   | 8   | 9   | 5   | DNF | 15  | 11  | 19  | 13  | 14  | 66     |
| 12   | M. Sørensen   | DNF | DNF | 15  | 7   | 2   | 8   | 10  | 15  | 15  | 10  | 14  | 7   | 9   | 8   | DNF | 10  | DNF | 43     |
| 13   | M. Laine      | 10  | 12  | 19  | 14  | 13  | 4   | 7   | 8   | 7   | 6   | DNF | DNF | 13  | 9   | 17  | 11  | DNF | 39     |
| 14   | N. Marzenko   | 5   | 6   | 2   | DNF |     |     |     |     |     |     |     |     |     |     |     |     |     | 36     |
| 15   | P. Fantin     | 11  | 8   | 10  | 12  | 15  | DNF | DNF | 3   | DNF | 7   | DNF | DNF | 11  | DNF | 20  | DNF | 6   | 34     |
| 16   | W. Buller     | 4   | DNF | DNF | DNF | 16  | 11  | 12  | 11  | 10  | DNF | 10  | 19  | DNF | 17  | 10  | DNF | 3   | 30     |
| 17   | L. Ghiotto    | 16  | 4   | 16  | DNF | 14  | 6   | DNF | 16  | 14  | DNF | 15  | 11  | 19  | 7   | 16  | 14  | DNF | 26     |
| 18   | R. Stanaway   |     |     |     |     |     | DNF | 8   | 9   | 3   |     |     |     |     |     |     |     |     | 21     |
| 19   | M. van Buuren | 9   | DNF | 14  | 11  | 10  | 12  | 9   | NC  | 18  | 14  | DNF | 16  | 5   | DNF | 14  | 7   | 15  | 21     |
| 20   | N. Latifi     |     |     |     |     |     |     |     |     |     |     |     | DNF | 18  | 16  | 9   | 16  | 2   | 20     |
| 21   | B. Visser     | DNF | 17  | 18  | 16  | 17  | 10  | 14  | 13  | 13  | 19  | DNF | 17  | 12  | 15  | 11  | 5   | 12  | 11     |
| 22   | Ó. Tunjo      |     |     |     |     |     | DNF | 15  | 10  | 17  | 8   | DNF | 12  | DNF | 18  | 15  | DNF | 7   | 11     |
| 23   | E. Ocon       |     |     |     |     |     |     |     |     |     |     |     | 9   | DNS | 14  | 12  |     |     | 2      |
| 24   | C. Twynham    |     |     |     |     |     |     |     |     |     | 18  | 11  | 18  | 17  | 19  | 18  |     |     | 0      |
| 25   | R. Mawlanow   | 13  | 15  | 17  | 15  | 19  | 13  | 16  | 12  | DNF | 17  | 13  | 13  | 16  |     |     | 12  | DNF | 0      |
| 26   | O. Webb       | 12  | 14  | DNF | 13  | 12  |     |     |     |     |     |     |     |     |     |     |     |     | 0      |
| 27   | A. Celis      |     |     |     |     |     |     |     |     |     | 16  | 12  |     |     |     |     |     |     | 0      |
| 28   | A. Roda       |     |     |     |     | 18  |     |     |     |     |     |     |     |     |     |     |     |     | 0      |
| Pos. | Fahrer        | R1  | R2  | R1  | R2  | R1  | R1  | R2  | R1  | R2  | R1  | R2  | R1  | R2  | R1  | R2  | R1  | R2  | Punkte |
| Pos. | Fahrer        | MNZ | MNZ | ALC | ALC | MON | SPA | SPA | MOS | MOS | NÜR | NÜR | HUN | HUN | LEC | LEC | JER | JER | Punkte |

| Farbe         | Bedeutung                               |
| ------------- | --------------------------------------- |
| Gold          | Sieger                                  |
| Silber        | 2. Platz                                |
| Bronze        | 3. Platz                                |
| Grün          | Platzierung in den Punkten              |
| Blau          | Klassifiziert außerhalb der Punkteränge |
| Violett       | Rennen nicht beendet (DNF)              |
| Violett       | nicht klassifiziert (NC)                |
| Rot           | nicht qualifiziert (DNQ)                |
| Schwarz       | disqualifiziert (DSQ)                   |
| Weiß          | nicht am Start (DNS)                    |
| Weiß          | zurückgezogen (WD)                      |
| Weiß          | Rennen abgesagt (C)                     |
| ohne Farbe    | nicht am Training teilgenommen (DNP)    |
| ohne Farbe    | verletzt oder krank (INJ)               |
| ohne Farbe    | ausgeschlossen (EX)                     |
| ohne Farbe    | nicht erschienen (DNA)                  |
| fett          | Pole-Position                           |
| kursiv        | Schnellste Rennrunde                    |
| unterstrichen | WM-Führung                              |
| hochgestellt  | Platzierung im Sprintrennen             |